# Cine Dante
El cine Dante va ser una sala d'exhibició ubicada al Passeig Maragall, número 415, de Barcelona. Aquesta sala de cinema cobria la demanda al públic dels barris d'Horta, Vilapicina i el Carmel.
Roberto Lahuerta recorda al seu llibre Barcelona tuvo cines de barrio que el cinema Dante va ser tot un calvari burocràtic abans de la seva inauguració. El 1954 es van iniciar els tràmits per a poder edificar a la zona de Passeig Maragall tocant amb el carrer Dante Alighieri, on la intenció era construir un complex d'habitatges de renda limitada que comptava amb un local ampli el qual tenia les característiques idònies per a convertir-se en una sala de cinema. No es va poder dur a terme, però, degut a la qualificació dels terrenys. No va ser fins més endavant, amb el canvi de propietaris dels terrenys, que es va poder dur a terme el projecte deu anys després permetent l'edificació dels habitatges, i per tant, la creació de la sala de cinema.
El propietari del local era l'empresari Josep Ribó i Corretja i l'arquitecte que va fer el disseny de la sala va ser Antoni de Moragas i Gallissà.
Finalment, després de patir diversos entrebancs de caràcter burocràtic, la seva inauguració va ser el 24 de febrer de 1966. L'aforament del cine Dante era de 1.000 localitats: 750 butaques a platea i 424 butaques a l'amfiteatre. El cinema Dante, com altres de la seva mateixa època, oferia la clàssica oferta de la sessió doble. La sala obria de dijous a diumenge, així com els dies festius que fossin entre setmana.
A principis dels anys 90, el Dante va ser sotmès a una reforma per a millorar la qualitat de l'equip de so i la substitució de les butaques de la sala. Això, però, no va impedir que comencés a patir un declivi, ja que, entre altres coses, es va començar a integrar i popularitzar el video domèstic, cosa que va afectar directament al que fa la concurrència de públic.
L'últim passi que es va projectar al cine Dante va ser el dia 25 de juny de 1995 amb les pel·lícules Los hombres siempre mienten, dirigida per Alfonso del Real amb Gabino Diego, Antonio Resines i Anabel Alonso, juntament amb el film Street Fighter, protagonitzada per Jean-Claude Van Damme.
Després d'uns anys de d'haver desaparegut el cinema Dante, el 1999 es va reformar el local per tal d'obrir un nou cinema, aquest cop un complex de minisales que va dir-se Lauren Horta, però van acabar també tancant les seves portes a l'estiu de 2014.
Finalment, el cine Dante, i després el que fou el cine Lauren Horta va acabar convertint-se en una cadena de supermercats. Val a dir que aquest va ser l'últim cinema del barri Horta-Guinardó, barri que antigament comptava amb cinc cinemes, però que actualment només té la pantalla gegant dels Lluïsos d'Horta però la seva cartellera està limitada al públic infantil.